# Царі Ізраїлю
Більшість істориків спираються на датування періодів царюваня царів Ізраїлю за двома пізнішими авторами Вільямом Фоксвелом Елбрайтом, Едвіном Тілє чи ранішим датуванням Ґершона Ґаліля (дати приведені у р. до н. е.)

## Царі Ізраїлю
| Елбрайт              | Тілє      | Ґаліль    | Біблійне ім'я | Примітки |
| -------------------- | --------- | --------- | ------------- | --- |
| Династія Саула       |           |           |               | |
| 1051-1010            | 1050-1010 | 1050-1010 | Саул          | Управляв Юдеєю та Ізраїлем 40 років. |
| 1010-1008            | 1000-998  | 1010-1008 | Іш-Бошет      | Управляв Ізраїлем 2 роки. |
| Династія Давида      |           |           |               | |
| 1000-962             |           | 1010-970  | Давид         | Управляв Юдеєю та Ізраїлем 40 років. З них 7 років у Хевроні і 33 у Єрусалимі. |
| 962-922              |           | 970-931   | Соломон       | Управляв Юдеєю та Ізраїлем в Єрусалимі 40 років. |
| Династія Єровоама    |           |           |               | |
| 922-901              | 931-910   | 931-909   | Єровоам I     | Перший цар північного царства Ізраїля. Управляв Ізраїлем 22 роки. |
| 901-900              | 910-909   | 909-908   | Надав         | Правив лише близько двох років. Він і сім'я були вбиті Ваасою — сином Ахії. |
| Династія Вааса       |           |           |               | |
| 900-877              | 909-886   | 908-885   | Вааса         | Управляв Ізраїлем 24 роки. |
| 877-876              | 886-885   | 885-884   | Ела           | Управляв Ізраїлем 2 роки. Вбитий Зімрі. |
| Зімрі                |           |           |               | |
| 876                  | 885       | 884       | Зімрі         | Управляв Ізраїлем 7 днів. Зімрі, бачачи що військо Омрі вже в місті, підпалив царський палац і загинув у вогні.                                                                       |
| Династія Омрі        |           |           |               | |
| 876-869              | 885-874   | 884-873   | Омрі          | Управляв Ізраїлем 12 років. Перші 6 років разом із супротивником Тібні. Самарія — нова столиця Ізраїля.                                                                               |
| 869-850              | 874-853   | 873-852   | Ахав          | Управляв Ізраїлем 22 роки. Сприяв культу Ваала. |
| 850-849              | 853-852   | 852-851   | Ахазія        | Управляв Ізраїлем 2 роки. |
| 849-842              | 852-841   | 851-842   | Йорам         | Управляв Ізраїлем 11 років. Був убитий Єгу, вбивці всього дому Ахава. |
| Династія Єгу         |           |           |               | |
| 842-815              | 841-814   | 842-815   | Єгу           | Управляв Ізраїлем 26 років. |
| 815-801              | 814-798   | 819-804   | Йоахаз        | Управляв Ізраїлем 17 років. |
| 801-786              | 798-782   | 805-790   | Йоас          | Управляв Ізраїлем 16 років. |
| 786-746              | 782-753   | 790-750   | Єровоам II    | Управляв Ізраїлем 41 рік. |
| 746                  | 753       | 750-749   | Захарія       | Царював 6 місяців. |
| Шаллум               |           |           |               | |
| 745                  | 752       | 749       | Шаллум        | Царював 1 місяць. Менахем убив Шалума і забрав царську владу. |
| Династія Менахем     |           |           |               | |
| 745-738              | 752-742   | 749-738   | Менахем       | Управляв Ізраїлем 10 років. |
| 738-737              | 742-740   | 738-736   | Пекахія       | Управляв Ізраїлем 2 роки. Командувач його військами Пеках вбиває Пекахію, та займає його місце.                                                                                       |
| Останні царі Ізраїлю |           |           |               | |
| 737-732              | 740-732   | 736-732   | Пеках         | Управляв Ізраїлем 20 років. Асирійські джерела повідомляють, що Тіглатпаласар III забрав трон у Пекаха та віддав його Осії. За Біблією Осія внаслідок змови забирає царство у Пекаха. |
| 732-722              | 732-722   | 732-722   | Осія          | Правив Ізраїлем 20 років. Останній цар. Васал Асирії. |